# Bauknecht
Bauknecht, formálně Bauknecht Hausgeräte GmbH, byl jedním z předních německých výrobců domácích spotřebičů a od roku 1989 byla akvizována společností Whirlpool. Sídlo společnosti bylo v Schorndorf v Bádensku-Württembersku až do roku 2006, kdy se přestěhovala do Stuttgartu. Whirlpool uzavřel své tři závody v Calw (chladničky/mrazničky), Neunkirchen (myčky nádobí) a Schorndorf (pračky a sušičky). Od roku 2012 jsou všechny produkty značky Bauknecht vyráběny mimo Německo.